# Papierindustrie in Nederland
Dit lemma beschrijft de ontwikkeling van de papierindustrie in Nederland.
Het papier als schriftdrager werd aanvankelijk vervaardigd uit linnen en katoenen lompen. Deze moesten worden fijngehakt en tot vezels worden versneden, vermalen en geplet. Dit gebeurde in een papiermolen. Dit kon een watermolen of een windmolen zijn. Naast lompen moest -voor wit papier- ook schoon water beschikbaar zijn, terwijl verder dierlijke lijm werd toegepast. Aldus verkreeg men geschept papier.

## Geschiedenis tot omstreeks 1800
De eerste vermelding van een papiermolen in de Nederlanden was in 1405 te Hoei. In 1585 werd een papiermolen opgericht in de buurt van Dordrecht door een persoon die na de val van Antwerpen naar de Noordelijke Nederlanden was uitgeweken. Vooral aan de randen van de Veluwe ontstond hierop vanaf de 17e eeuw een bloeiende papierindustrie gebaseerd op watermolens die hun vermogen ontleenden aan kunstmatige beekjes, de zogenaamde sprengen. Het vermogen van een dergelijke watermolen bedroeg gemiddeld 2,2 kW (3pk).
In de Zaanstreek ontwikkelde zich eveneens een papierindustrie die nu echter op windmolens, in het bijzonder achtkante bovenkruiers, was gebaseerd. Deze konden een groter vermogen leveren dan de Veluwse watermolens, namelijk ongeveer 11 kW (10 à 20 pk). Daar tegenover stond de onregelmatigheid van de energietoevoer, wat tot wijzigingen in het productieproces moest leiden. Waar de Zaanse molens aanvankelijk vooral pakpapier leverden werd vanaf 1672, toen de Veluwe werd geplaagd door Franse troepen, ook witpapier gefabriceerd onder meer door vanuit de Veluwe uitgeweken papierfabrikanten.
De bij de Veluwse molens gebruikelijke hamerbak werd vervangen door een omstreeks 1672 uitgevonden soort maalbak, de hollander genaamd. Deze werkte sneller dan de hamerbak, maar vereiste meer vermogen. De beschikbaarheid van zuiver water, vooral van belang bij de fabricage van witpapier, vereiste in de Zaanstreek ook meer inspanningen. Men diende daartoe grondwater op te pompen met behulp van een zelfkruiend houten weidemolentje (petmolen) om het vervolgens uit te laten vloeien in een bezinkvijver. In het algemeen waren de Zaanse bedrijven, zowel qua aantallen arbeiders als qua productie, enkele malen groter dan de Veluwse bedrijven.
Om voldoende lompen te bekomen diende een uitgebreid handelsnetwerk te worden opgezet waarbij de lompen niet alleen uit nabijgelegen steden afkomstig waren, maar soms ook uit verder gelegen regio's en zelfs uit het buitenland.
Het papier van de Nederlandse papierindustrie was van hoge kwaliteit en werd dan ook uitgevoerd naar diverse omliggende landen via een netwerk van handelsfirma's. In het laatste kwart van de 18e eeuw kwam hier een kentering in, door de opkomst van de Franse papierindustrie, heffingen op de import van Nederlands papier, en buitenlandse heffingen op de export van lompen.
In 1774 werd ontdekt dat men, met behulp van chloor, gekleurde katoenen lompen kon bleken. Op deze wijze kon men goedkopere grondstoffen voor de witpapierfabricage betrekken. Vooral in Frankrijk werd deze vinding ingezet, terwijl dat in Nederland pas na 1826 het geval was. Ook het gebruik van harslijm in plaats van dierlijke lijm, uitgevonden in 1806, werd in Nederland relatief laat toegepast.

## 19e eeuw

### Ambachtelijke papierfabricage
Na de Napoleontische tijd had de Nederlandse papierindustrie vooral te lijden van protectionisme. Terwijl de kleinschalige Veluwse nijverheid zich kon omschakelen op andere activiteiten (kledingwasserijen, oliemolens) was dit bij de grootschaliger en kapitaalintensiever Zaanse nijverheid veel moeilijker. Het aantal papiermolens, vooral in Noord-Holland, liep snel terug. Had Gelderland in 1819 nog 134 papiermolens en Noord-Holland 33, in 1869 waren deze aantallen teruggelopen tot 104 respectievelijk 12. De Veluwe produceerde toen tweemaal zoveel papier als de Zaanstreek.
Technische ontwikkelingen in het buitenland zoals het gebruik van chloorbleking en harslijm, deden in Nederland pas laat hun intrede. Een zeker conservatisme en vertrouwen op de kwaliteit van het product lag daaraan ten grondslag.

### Industriële papierfabricage
De eerste papiermachine werd in 1798 gebouwd door de Fransman Nicolas-Louis Robert. Feitelijk betrof dit een mechanisering van de werkzaamheden van de schepper en de koetser, die het geschept papier produceerden. De machine werd gaandeweg verbeterd en het discontinue proces werd uiteindelijk tot een continu proces ontwikkeld waarbij het papier in rollen ('papier sans fin') werd afgeleverd. Dit was de zogeheten Fourdrinier-machine. Begin 19e eeuw deed deze machine zijn intrede in Engeland, Duitsland (vanaf 1818), Frankrijk (vanaf 1822) en België. Veel papier werd vanuit het buitenland ingevoerd terwijl in de jaren 1825-1842 de waarde van de Nederlandse papieruitvoer met 2/3 afnam. Omstreeks 1850 beheerste Nederland nog slechts 3,5% van de Europese papiermarkt.
De eerste Nederlandse machinale papierfabriek was Burghoff, Magnée & Cie.. Deze schafte in 1834 een papiermachine aan die krantenpapier uit lompen vervaardigde. Het bedrijf ging in 1883 failliet doordat het niet op houtpulp overschakelde. Minder succesvolle pogingen waren de molen De Vlijt te Apeldoorn, die slechts van 1838-1841 heeft gedraaid, en een fabriek te Vreeland die van 1838-1840 heeft gefunctioneerd maar na een brand niet werd herbouwd. Omstreeks 1840 werd bij de Berghuizer Papierfabriek te Berghuizen een papiermachine geïnstalleerd die op waterkracht draaide en waar krantenpapier werd geproduceerd.
Ook de firma Van Gelder, Schouten & Co. richtte een mecanique papierfabriek op. Daartoe werd in 1837 de windmolen Het Fortuin te Zaandijk aangekocht en hier werd een papiermachine geïnstalleerd die door stoomkracht werd aangedreven. De toen gebruikelijke windmolenaandrijving was niet in staat om de gelijkmatige aandrijfkracht te leveren die voor een dergelijke machine noodzakelijk was. In 1839 kwam deze machine in werking maar de eis was dat de stoominstallatie met turf, en niet met steenkool, moest worden aangedreven. Men was in de Zaanstreek nog nauwelijks met stoommachines bekend en men vreesde dat neerslaande roetdeeltjes de kwaliteit van het witpapier van de concurrerende windmolens zou bederven. Aangezien de stoomketels niet op turf als brandstof waren berekend waren de brandstofkosten dermate hoog, en de kwaliteit van de brandstof dermate laag, dat de stoominstallatie in 1844 werd stilgelegd. De papiermachine werkte toen op de windkracht van Het Fortuin, maar dit was niet rendabel. De molen werd in 1854 verkocht aan Honig Breet en ging verder werken als traditionele papiermolen. De firma Van Gelder, Schouten & Co. werd opgeheven. De drie oudste zonen van Van Gelder hadden echter in 1845 de windmolen De Eendragt te Wormer omgebouwd naar een machinale fabriek voor pakpapier. Deze bleek winstgevend, mede door de vraag van de suikerraffinaderijen naar pakpapier.
Pas in de 2e helft van de 19e eeuw verdrong de stoomkracht de traditionele wind- en watermolens als belangrijkste krachtbron. Zo nam het aantal stoomwerktuigen in de papierindustrie in 1853-1895 toe van 11 tot 100, terwijl het geïnstalleerd vermogen van 1872-1889 met een factor 3,5 toenam.
Een bijkomend gevolg van de overgang op stoomkracht was de ontwikkeling van papierindustrie -naast de Zaanstreek en de Veluwe- in Limburg. Vanwege de nabijheid van het Luiks steenkoolbekken was de brandstof hier relatief goedkoop, terwijl ook de loonkosten lager waren. Zo ontstond in 1850 te Maastricht, gefinancierd door Belgische ondernemers, de voorloper van wat later de Koninklijke Nederlandse Papierfabriek zou worden. Verdere papierfabrieken ontstonden in Roermond en Weert.
De traditionele papiernijverheid, gebaseerd op wind- en waterkracht, in zowel de Zaanstreek als de Veluwe verdween in de 2e helft van de 19e eeuw vrijwel geheel.

### Overschakeling op stroslijp, houtpulp en cellulose
Het gebruik van lompen als grondstof leidde tot problemen omdat het aanbod van lompen begrensd was. Het werd een schaars goed wat tot uiting kwam in de prijs ervan. Nu was het al geruime tijd bekend dat vrijwel alle vezelachtige grondstoffen voor de papierfabricage ingezet konden worden. Om dit echter commercieel tot een succes te maken moest de grondstof goedkoop en ruim voorhanden zijn. Met name stro bleek hiertoe geschikt. In 1828 werd het stropapier in Frankrijk uitgevonden en in 1830 werd het in Nederland gepatenteerd. In 1854 werd het proces verbeterd door een sodakook-procédé wat de kwaliteit van het papier bevorderde. In 1854 kwam er een stropapierfabriek in Kampen  (Ehrenfeld & Reerink), in 1864 werd een dergelijke fabriek te Tiel opgericht. Het ten behoeve van de papierindustrie voorbewerkte stro werd strostof genoemd en van 1873-1898 was er ook een voorloper van Papierfabriek Maasmond die deze strostof aanmaakte. Vervaardigden de fabrieken in Kampen en Tiel vooral pakpapier, de vanaf 1867 opkomende strokartonindustrie had vooral karton als hoofdproduct. Dit werd gebruikt voor de fabricage van dozen, hulzen en dergelijke.
Ook het gebruik van hout als grondstof voor de papierbereiding was in ontwikkeling. Het gebruik van houtslijp had als nadeel dat het snel vergeelde en verging. De in 1866 ontwikkelde en omstreeks 1874 commercieel toepasbaar gemaakte methode om -door middel van koken met loog en sulfiet- de lignine (houtstof) uit de celwanden te verwijderen en cellulose (celstof) over te houden die als grondstof voor het zogeheten houtvrij papier kon worden ingezet. Veel van het uit hout vervaardigd papier was aanvankelijk van beperkte kwaliteit en werd ingezet voor kortstondig gebruik, zoals bij kranten.
In 1880 waren er in Duitsland al zestien papierfabrieken op basis van cellulose en in België produceerde de Papierfabriek De Naeyer volgens dit procédé. De eerste cellulosefabriek in Nederland werd opgezet door de Koninklijke Nederlandse Papierfabriek (KNP) op basis van een gekochte licentie. In 1885 ging deze van start, waartoe naaldhout uit vooral Canada via Rotterdam werd aangevoerd. Toch duurde het hier ook lang voordat houtcellulose de lompen definitief verdrong. In 1880 maakten voor de Nederlandse papierindustrie andere grondstoffen dan lompen (stro en oud papier) ongeveer 1/3 van het totaal uit, terwijl omstreeks 1895 dit aandeel tot 3/4 was toegenomen.
Omstreeks deze tijd schakelden meerdere bedrijven, zoals de fabriek te Tiel, de Berghuizer Papierfabriek en Van Gelder Papier over op hout als grondstof. In 1890 begon Van Gelder met de productie van courantenpapier, waartoe in 1895 te Velsen een nieuwe fabriek, het latere Crown Van Gelder B.V., werd opgericht.
Vooral in de 4e helft van de 19e eeuw nam de vraag naar papier sterk toe. Dit had diverse elkaar versterkende oorzaken zoals goedkopere en ruimer voorhanden zijnde grondstoffen aan de ene zijde en verbeterde druktechnieken aan de andere zijde.

## 20e en 21e eeuw
Omstreeks de eeuwwisseling werden heel wat strokartonfabrieken opgericht, de laatste in 1928. In 1908 werd te Nijmegen de Papierfabriek Gelderland opgericht. De Eerste Wereldoorlog betekende een crisis in de grondstofvoorziening. Philips voorzag vanaf 1915 onder andere in een eigen grijspapier- en kartonnagefabriek. Vanaf 1911 begon Van Dam te Helmond, uitgaande van een strohulzenfabriek, met de fabricage van golfkarton. De diverse grote papierfabrieken hadden moeizame jaren tijdens de Crisis van de jaren 1930, om daarna weer op te leven. In 1936 werd te Gennep de Pagefabriek opgericht. Deze fabriceerde keukenrollen, tissues en toiletpapier.
Een soortgelijke activiteit vond plaats in de Nijmeegse Nederlandse Export Papierfabriek (Nefa), welke in 1919 werd gestart. In 1937 ging de Papierfabriek Doetinchem in productie die eveneens op dit terrein werkzaam was.
De Tweede Wereldoorlog leidde, in 1945, tot de verwoesting van Papierfabriek Maasmond. Herbouw werd nimmer gerealiseerd. Een belangrijke ontwikkeling vond plaats bij de KNP, waar men omstreeks 1950 vanuit de  Verenigde Staten de technologie verkreeg om het zogeheten gestrekt papier (zoals kunstdrukpapier) te vervaardigen. Omstreeks 1955 werd door Philips nog een nieuwe grijspapier- en kartonnagefabriek gebouwd. In 1958 startte een fabriek te Zelhem die later onder de merknaam Celtona zou produceren.
In 1960 werd te Cuijk een papierfabriek opgericht (zie: Essity Cuijk) waar uiteindelijk de activiteiten van Nefa en Celtona in werden ondergebracht.
Vanaf de jaren '60 van de 20e eeuw vond er een concentratieproces plaats waarbij combinaties en houdstermaatschappijen ontstonden als Verpak en later Kappa en in toenemende mate ook buitenlandse bedrijven betrokken waren zoals het Ierse Smurfit, het Zuid-Afrikaanse Sappi, het Finse Stora Enso, het Italiaanse Favini, het Zweedse Essity en het Amerikaanse Kimberley-Clark.
Van de vele strokartonfabrieken verdwenen de meeste in het tijdvak 1964-1978. Ook bij de papierfabrieken zag men vele faillissementen en fabriekssluitingen. Zo ging Van Gelder Papier failliet in 1981. De diverse onderdelen maakte soms een doorstart, zoals Crown Van Gelder, wat echter in 2023 failleerde. De Apeldoornse fabriek voorheen Van Gelder ging in 2008 failliet. De Renkumse Van Gelder-fabriek ging verder als Parenco en kwam uiteindelijk in bezit van Smurfit Kappa. De Philips grijspapierfabriek werd gesloten en de kartonnagefabriek ging in de jaren '70 van de 20e eeuw over naar Kappa. De fabriek in Cuijk werd in 2012 overgenomen door Essity.
Meerssen Papier kwam in bezit van KNP, later Favini dat echter in 2008 failliet ging. Meerssen Papier startte door maar ging in 2021 alsnog failliet. Papierfabriek Roermond ten slotte kwam in 2008 in bezit van Smurfit Kappa. Ook de kartonnagefabriek van Philips ging behoren tot de Smurfit Kappa-groep.
De Papierfabriek Gelderland was in 1997 in handen gekomen van Sappi. Deze produceerde kunstrukpapier voor glossy tijdschriften en dergelijke. In 2015 sloot ook dit bedrijf.
Aldus bleven grote en middelgrote papier- en kartonfabrieken bestaan te Renkum, Helmond, Eindhoven, Maastricht, Cuijk, Doetinchem en Roermond.